# الجبار (أسماء الله الحسنى)
الجبار هو من أسماء الله الحسنى في الإسلام، وقد جاء على أربعة معانٍ: الأول: العالي على خلقه، والثاني: بمعنى المصلح للأمور -جابر كل مكسور-. والثالث: القهار لكل شيء، الذي دان له كل شيء، وخضع له كل شيء.والرابع: وقد يُراد به المتكبر عن كل سوء. ويدل اسم الله (الجبار) على نفاذ مشيئته –سبحانه- على الناس، على سبيل الإجبار في كل واحد، ولا ينفذ من مشيئة أحد. وقد جاء ذكر اسم الله (الجبار) مرة واحدة في القرآن الكريم، في آخر سورة الحشر. وورد في أحاديث كثيرة من السنة النبوية، منها ما كان في سياق التضرع والدعاء، ومنها ما كان في سياق التعظيم لقوة الله وقدرته في كثير من الأحاديث.

## اسم الله (الجبار) لغة و اصطلاحًا

### اسم الله (الجبار) لغة
"(الجبار) الجيم والباء والراء أصل واحد، وهو جنس من العظمة والعلو والاستقامة". "وأجبرته على كذا بالألف حملته عليه قهرا وغلبة فهو مجبر هذه لغة عامة العرب". وفي لسان العرب: "(الجبار)، هو اللَّهُ عَزَّ اسْمُهُ، الْقَاهِرُ خَلْقَهُ عَلَى مَا أَراد مِنْ أَمر وَنَهْيٍ. وقال ابْنُ الأَنباري: الْجَبَّارُ فِي صِفَةِ اللَّهِ عَزَّ وَجَلَّ الَّذِي لَا يُنالُ، وَمِنْهُ جَبَّارُ النَّخْلِ. قال ابْنُ الأَثير: وَقِيلَ: الجَبَّار الْعَالِي فَوْقَ خَلْقِهِ".

### اسم «الجبار» اصطلاحًا
"(الجبار) من أسماء الله الحسنى، وله أربعة معانٍ، كلها داخلة باسمه (الجبار):

#### المعنى الأول
فهو الله الذي يَجبُرُ الضعيف وكل قلب منكسر لأجله، فيَجبُر الكسير، ويُغني الفقير، ويُيسر على المعسر كل عسير، ويجبر المصاب بتوفيقه للثبات والصبر ويعوضه على مصابه أعظم الأجر إذا قام بواجبها، ويجبر جبراً خاصاً قلوب الخاضعين لعظمته وجلاله، وقلوب المحبين بما يفيض عليها من أنواع كراماته وأصناف المعارف والأحوال الإيمانية، فقلوب المنكسرين لأجله جبرها دان قريب وإذا دعا الداعي، فقال: (اللهم اجبرني) فإنه يريد هذا الجبر الذي حقيقته إصلاح العبد ودفع المكاره عنه.

#### المعنى الثاني
أنه القهار لكل شيء، الذي دان له كل شيء، وخضع له كل شيء.

#### المعنى الثالث
أنَّهُ العليُّ على كل شيء، الذي له جميع معاني العلو: علو الذات، وعلو القدر، وعلو القهر". فصار الجبار متضمناً لمعنى الرؤوف، القهار، العلي.

#### المعنى الرابع
وقد يُراد به معنى رابع وهو المتكبر عن كل سوء ونقص، وعن مُمَاثَلَةِ أحد، وعن أن يكون له كفؤ أو ضد أو سَمِيّ أو شريك في خصائصه وحقوقه.
- وقال الإمام ابن القيم في (الكافية الشافية):[13]

## الأثار الإيمانية من اسم الله (الجبار)
الأثار الإيمانية على العبد فهي:
- أولاً: تعظيم الله والخوف منه، والتوكل عليه وحده في طلب الهداية والتوفيق والسداد؛ لأنه المتفرد بتصريف أمور عباده.
- ثانياً: التواضع لله تعالى بقبول حكمه، وما نزل من الحق، والتواضع للخلق، وترك التجبر والتكبر عليهم.
- ثالثاً: إفراد الله –سبحانه- بالعبادة، بما أن من معاني (الجبار) الذي يجبر كسر عباده ويغنيهم من الافتقار، فإن هذه المعاني تستلزم إفراد الله –سبحانه- بالعبادة والإرادة والقصد، فلا يجوز صرف شيء من ذلك لما سوى الله من المخلوقين المربوبين المقهورين، وتثمر هذه المعاني في قلب المؤمن محبة الله تعالى، والانكسار بين يديه، وطلب الحاجات منه وحده".[14]

## في القرآن الكريم

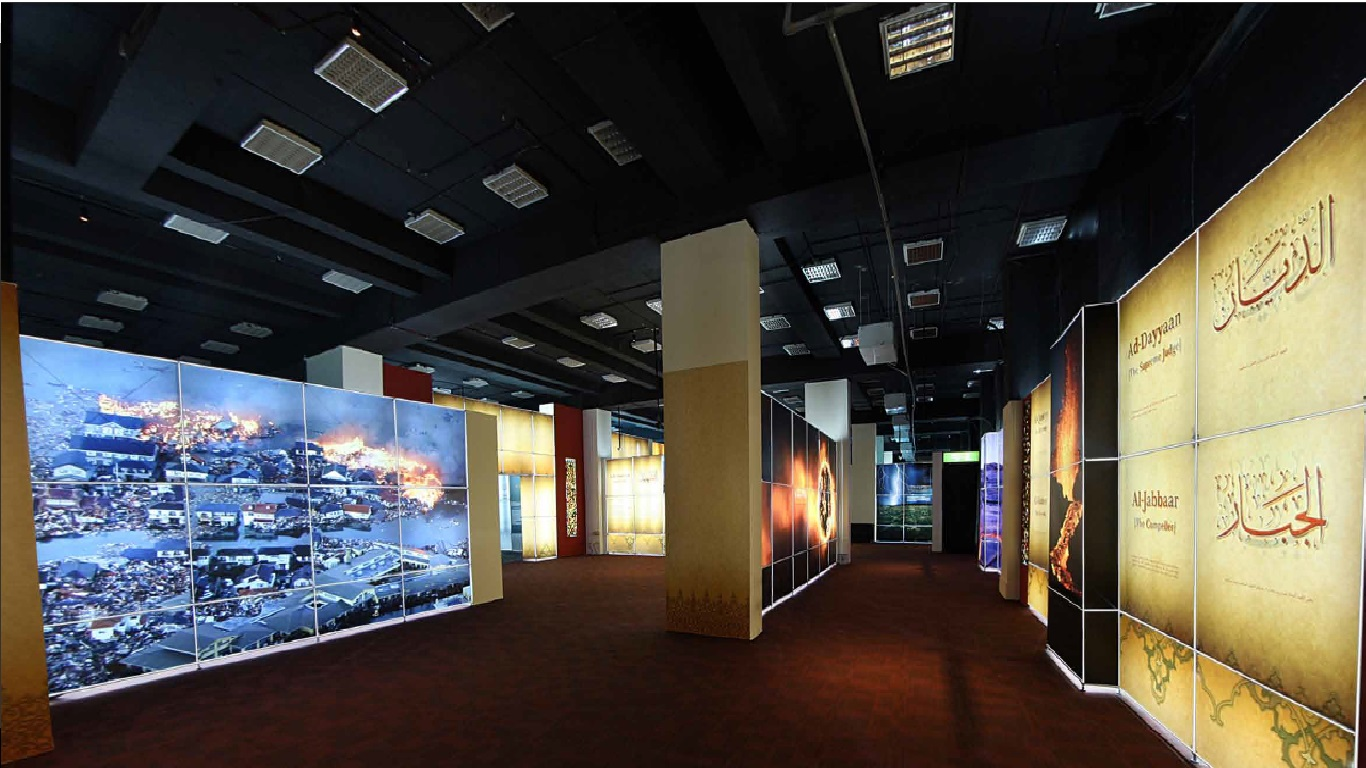
اسما الله الجبار والديان في معرض أسماء الله الحسنى بالمدينة المنورة

قد ورد هذا الاسم في القرآن الكريم في موضع واحد، وهو قوله تعالى:﴿هُوَ اللَّهُ الَّذِي لَا إِلَهَ إِلَّا هُوَ الْمَلِكُ الْقُدُّوسُ السَّلَامُ الْمُؤْمِنُ الْمُهَيْمِنُ الْعَزِيزُ الْجَبَّارُ الْمُتَكَبِّرُ سُبْحَانَ اللَّهِ عَمَّا يُشْرِكُونَ ۝٢٣﴾ وفي تفسير الآية: "قال ابن عباس: (الجبار) هو العظيم وجبروت الله عظمته، فعلى هذا هو صفة ذات. وقيل: هو من الجبر، يعني الذي يغني الفقير ويجبر الكسير، فعلى هذا هو صفة فعل، وهو سبحانه وتعالى كذلك يجبر كل كسير، ويغني كل فقير. وقيل: هو الذي يجبر الخلق ويقهرهم على ما أراد: وسئل بعضهم عن معنى الجبار، فقال: هو القهار الذي إذا أراد أمرا فعله لا يحجزه عنه حاجز. وقيل: (الجبار) هو الذي لا ينال ولا يداني، والجبار في صفة الله تعالى صفة مدح وفي صفة الناس صفة ذم".

### وصف المخلوق بالجبار
جاء في القرآن وصف بعض المخلوقين بالجبار وهي صفة ذم.قال العلماء: "ووصف بعض المخلوقين بأنه جبار متكبر، فقال: {يَطْبَعُ الله على كُلِّ قَلْبِ مُتَكَبِّرٍ جَبَّارٍ}(غافر: 35)، وقال تعالى: {وَإِذَا بَطَشْتُمْ بَطَشْتُمْ جَبَّارِينَ}(الشعراء: 130)، وفي قوله: {واستفتحوا وخاب كل جبار عنيد}(إبراهيم: 15)، ولا شك أن ما وصف به الخالق من هذه الصفات مناف لما وصف به المخلوق، كمنافاة ذات الخالق لذات المخلوق"."فالجبار العظيم الشأن في الملك والسلطان، الذي يذل له كل شيء، ولا يستحق أن يوصف بهذا الوصف على الإطلاق إلا الله - تعالى-، فإذا أُطلق على غير الله كان في غير موضعه، وكان ذماً.

## في السنة النبوية
لقد ورد اسم الله (الجبار) في السنة النبوية في مواضع متعددة، ومنها:
- عَنْ عَبْدِ اللَّهِ بْنِ عُمَرَ أَنَّهُ قَالَ: سَمِعْتُ رَسُولَ اللَّهِ ﷺ وَهُوَ عَلَى الْمِنْبَرِ يَقُولُ: «يَأْخُذُ الْجَبَّارُ سَمَاوَاتِهِ وَأَرْضَهُ بِيَدِهِ، وَقَبَضَ بِيَدِهِ، فَجَعَلَ يَقْبِضُهَا وَيَبْسُطُهَا، ثُمَّ يَقُولُ: أَنَا الْجَبَّارُ، أَيْنَ الْجَبَّارُونَ؟ أَيْنَ الْمُتَكَبِّرُونَ؟»[19]
- عن أبي سعيد الخدري، قال النبي صلى الله عليه وسلم: «تكون الأرض يوم القيامة خبزة واحدة، يتكفؤها الجبار بيده، كما يكفأ أحدكم خبزته في السفر، نزلا لأهل الجنة».[20] وفي شرح الحديث، يقول العيني في عمدة القاري: "قوله: (يتكفؤها الجبار بيده)، أي: يميلها ويقلبها من كفأت الإناء إذا قلبته".[21]
- عن أبي هريرة، قال: قال رسول الله صلى الله عليه وسلم: «إن لله تعالى تسعة وتسعين اسما مائة غير واحد من أحصاها دخل الجنة، هو الله الذي لا إله إلا هو الرحمن الرحيم الملك القدوس السلام المؤمن المهيمن العزيز الجبار المتكبر... الحديث».[22]
- عن ابن عمر: أن رسول الله -صلي الله عليه وسلم - قرأ هذه الآية ذات يوم على المنبر:«{وما قدروا الله حق قدره والأرض جميعاً قبضته يوم القيامة والسماوات مطويات بيمينه سبحانه وتعالى عما يشركون}، قال رسول الله صلى الله عليه وسلم "يمجد الرب نفسه: أنا الجبار، أنا المتكبر، أنا الملك، أنا العزيز، أنا الكريم"، فرجف برسول الله -صلى الله عليه وسلم- المنبر، حتى قلنا: ليخرن به».[23]